# Карлсбург (Передняя Померания)
Карлсбург (нем. Karlsburg) — община в Германии, в земле Мекленбург-Передняя Померания.

## Географическое положение
Карлсбург находится приблизительно в 18 километрах юго-восточнее Грайфсвальда и в 15 километрах северо-западнее Гюцкова.

## История
Первые свидетельства о наличии поселения на месте настоящего Карлсбурга датируются 1300 годом, в которых селение обозначено как Гнацков (нем. Gnatzkow). Начиная с 1698 года и до окончания второй мировой войны вся земля в окрестностях и стоящий на ней замок принадлежали роду Бисмарк-Болен (нем. Bismarck-Bohlen). По велению шведского короля Густава III в 1771 году селение было переименовано в честь владельца, имя при крещении которого было Карл. В 1947 году замок стал использоваться в качестве жилища для людей страдающих диабетом, на основании которого впоследствии развился центральный институт по изучению диабета имени профессора Грерхарда Катча (нем. Gerhardt Katsch). В настоящее время в послёлке на базе института существует сверхсовременная клиника (Клиника Карлсбург (нем. Klinikum Karlsburg)) специализирующаяся на заболеваниях сердца и диабете.

## Административное деление
Посёлок входит в состав района Восточная Передняя Померания. В настоящее время подчининён управлению Амт Цюссов (нем. Amt Züssow), с штаб-квартирой в Цюссове.
Идентификационный код субъекта самоуправления — 13 0 59 037.
Площадь занимаемая административным образованием Карлсбург, составляет 28,58 км².
В настоящее время община подразделяется на 4 сельских округа.
| - Карлсбург (нем. Karlsburg) - Мёкков (нем. Moeckow) | - Царенков (нем. Zarnekow) - Штайнфурт (нем. Steinfurth) |

## Население
По состоянию на 31 декабря 2006 года, население посёлка Карлсбург составляет 1455 человека. Средняя плотность населения таким образом равна: 51 человек на км².
В пределах сельских округов жители распределены следующим образом.
| Карлсбург Мёкков Штайнфурт Царенков | 986 человек 185 человек 157 человек 127 человек |

## Транспорт
Через посёлок проходят федеральная дорога 111 (нем. Bundesstraße 111 (B 111)) и федеральная дорога 109 (нем. Bundesstraße 109 (B 109)), которые пересекаются неподалёку от Мёккова.
Карлсбург расположен на участке региональной железной дороги
 Цюссов — Вольгаст — Узедом.

## Достопримичительности
- Замок Карлсбург
- Замковый парк
- Карлсбургский лес
- Руины церкви в Штайнфурте